# ۶۹۰ (خورشیدی)
۶۹۰ ششصد و نودمین سال هجری خورشیدی است.